# Ablie Jallow
Ablie Jallow (Bundung, 14 de noviembre de 1998) es un futbolista gambiano que juega en la demarcación de extremo para el Servette F. C. de la Superliga de Suiza.

## Selección nacional
Hizo su debut con la selección de fútbol de Gambia en un partido de clasificación para el Campeonato Africano de Naciones de 2016 contra Senegal que finalizó con un resultado de 3-1 tras el gol de Salifu Krubally para Gambia, y de Abdoul Bâ y un doblete de Mamadou Niang para Senegal.

## Clubes
| Club                      | País    | Año       | Partidos | Goles |
| ------------------------- | ------- | --------- | -------- | ----- |
| Real de Banjul FC         | Gambia  | 2015      | 3        | 1     |
| Génération Foot           | Senegal | 2015-2017 |          |       |
| F. C. Metz II             | Francia | 2018      | 9        | 0     |
| F. C. Metz                | Francia | 2018-2019 | 15       | 1     |
| A. C. Ajaccio (cedido)    | Francia | 2019-2020 | 11       | 1     |
| A. C. Ajaccio II (cedido) | Francia | 2020      | 2        | 0     |
| RFC Seraing (cedido)      | Bélgica | 2020-2022 | 49       | 10    |
| F. C. Metz                | Francia | 2022-2025 | 87       | 15    |
| Servette F. C.            | Suiza   | 2025-     |          |       |